# 히노 600
히노 600(영어: Hino 600, 일본어: 日野・600)는 일본 히노 자동차사가 생산하는 대형 트럭으로 2003년에 출시되었다. 북아메리카 전략 차종이기 때문에 일본 시장에서 판매하지 않는다.

## 라인업
- 145 GVW6톤[1]
- 165 GVW7톤
- 185 GVW8톤
- 238 GVW10톤
- 258LP GVW11.5톤
- 258ALP GVW11.5톤
- 268 GVW12톤
- 268A GVW12톤
- 338 GVW15톤
- 338CT GVW15톤

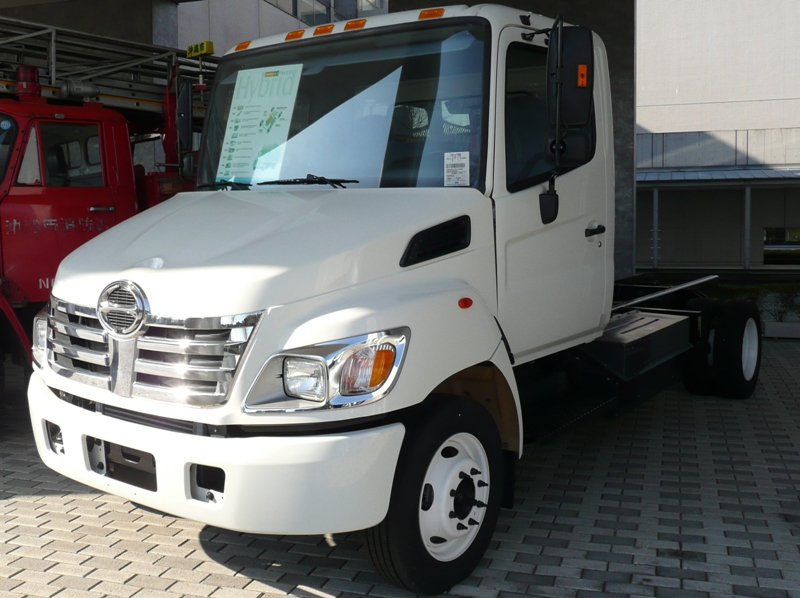
히노 165 하이브리드 사양
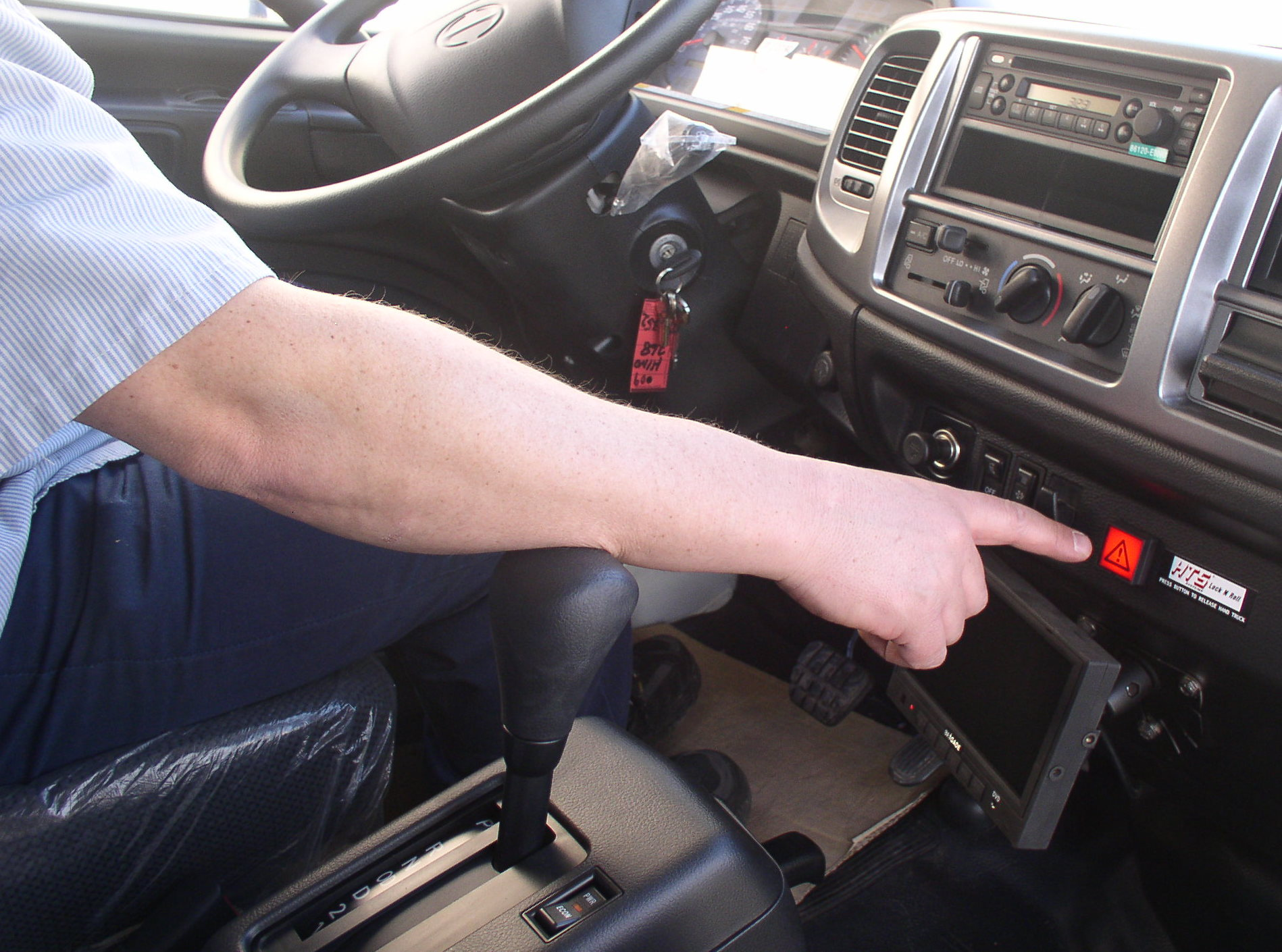
히노 338 운전석 전경
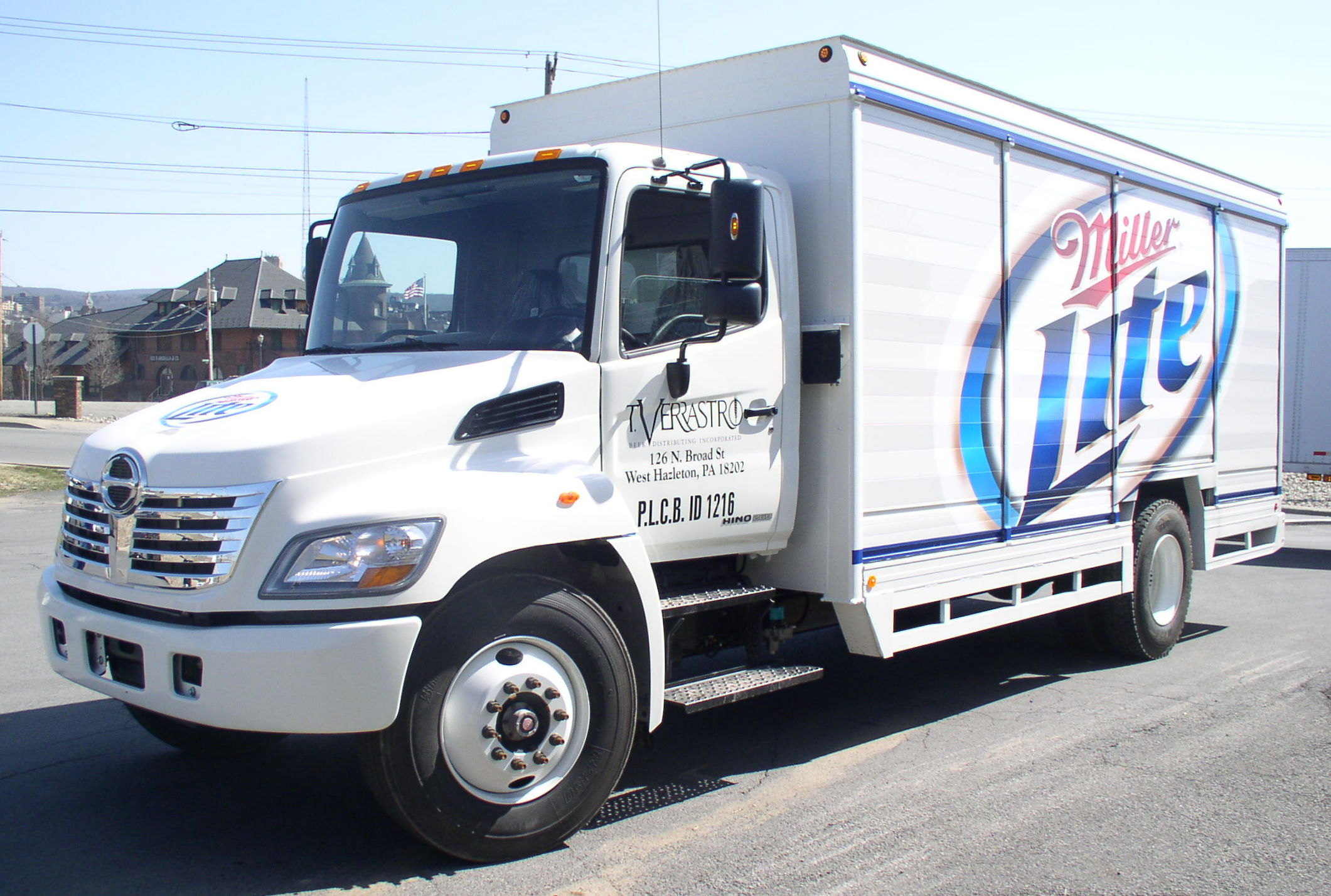
히노 338 카고 사양
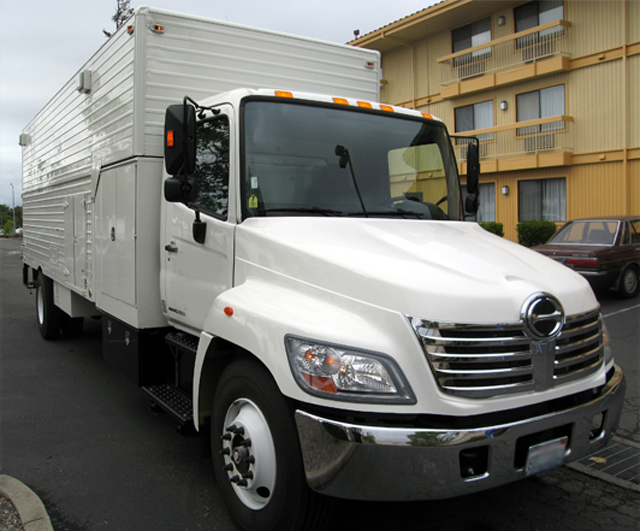
히노 268 카고 사양
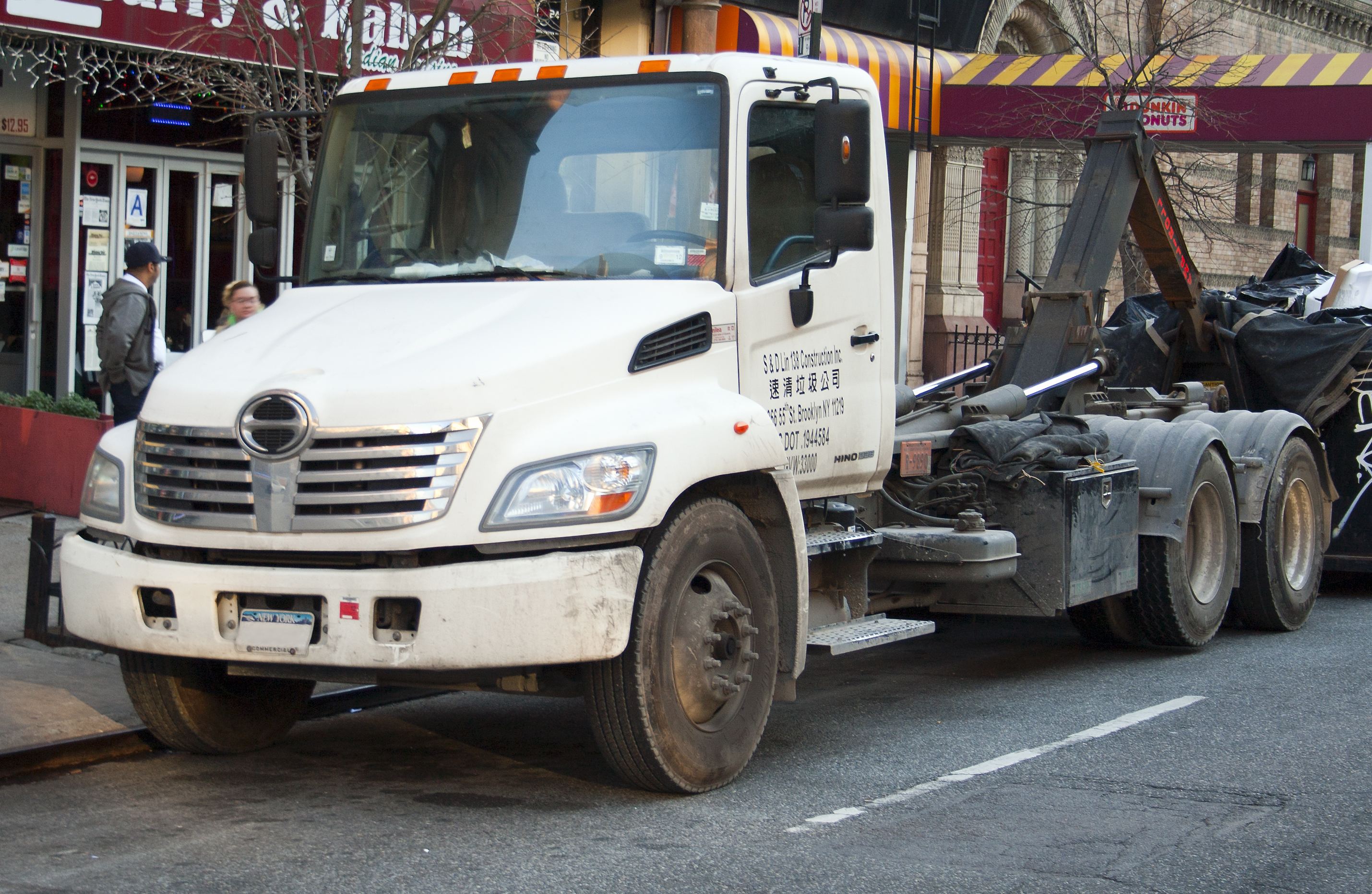
히노 338 15톤

## 같이 보기
- 히노 자동차
- 히노 레인저
- UD트럭 퀘스터
- UD트럭 쿠제
- UD트럭 카제트
- UD트럭 SLF